# ボーイ (アルバム)
『ボーイ』（Boy）は、アイルランドのロックバンド、U2のデビュー・アルバムである。

## 概要
1980年9月にデビューして以来、母国アイルランドでの人気を固めていたU2は、本作の発表とライブ・ツアーにより国外進出のきっかけをつかむ。イギリスのほか、アメリカでも東海岸のカレッジ・チャートから注目され始めた。
音楽プロデューサーには『ボーイ』の前に「11オクロック・ティック・タック」をプロデュースしたマーティン・ハネットを起用する予定だったが、キャンセルとなった。その理由については、ハネットがプロデュースしていたジョイ・ディヴィジョンのボーカル・イアン・カーティスが自殺したことや、既にジョイ・ディヴィジョンやマガジンのプロデュースで有名になっていたハネットの色が強くなることをU2のメンバーが嫌ったこと、当時ハネットが麻薬に溺れていたことなど諸説ある。
代わりにプロデューサーに起用されたのが、ピーター・ガブリエルやXTCなどを手がけて頭角を現しつつあったスティーヴ・リリーホワイトだった。リリーホワイトがプロデュースを手がけたスージー・アンド・ザ・バンシーズの1978年のデビュー・シングル「Hong Kong Garden」で使用されたグロッケンシュピールの使い方が面白かったので、それを「I Will Follow」に使おうと考えたのである。
リリーホワイトの方は、初めてU2のデモを聴かされた時は、その酷い音質も相まり、この話は断ろうと思っていたらしいが、コークで行われたU2のライブを観て気が変わった。
僕はそこで何かを見たんだ。リードシンガーには情熱があった。これは僕が昔から才能を発掘する能力があることを証明するものだ。そこで見たボノは、今のボノとまったく一緒だからね。彼は荒地に転がっているダイヤモンドだった。（スティーヴ・リリーホワイト）
当時のアイルランドのスタジオはトラディショナル・バンド御用達で、シン・リジィやブームタウン・ラッツのような売れっ子ポップ・ミュージシャンはよりよいレコーディング環境を求めてロンドンなどでレコーディングしていたたのだが、U2はレコーディングはダブリンのウィンドミル・レーン・スタジオで行われた（2015年4月に取り壊された）。
レコーディング前に既に「Twilight、Out Of Control」「Stories For Boys」「A Day Without Me」「Another Time」「Another Place」「Shadows And Tall Trees」は書き上がっており、ライブでも演奏されていたが、それらの曲に手を加え、さらに新曲も作った。兄貴肌のリリーホワイトは若いメンバーをよく引っ張ったが、内心、U2の才能をそれほど高く買っていたわけではなかったようだ。
当時の彼らは成功するなんて、とても思えなかった。エコー&ザ・バニーメンやザ・ティアドロップ・エクスプローズなんかと比べるとね。一言、イケてなかったんだ。だが、俺は彼らのサウンドが何より好きだった。彼らの精神が好きだった。彼らは勝つことなんて考えてなかった。負けないことばかり考えてた。自分たちの限界が痛いほどよく判ってたんだ。だが、諦めなかったんだよ。ボノの声は衝撃的だったね。彼をロック・シンガーだって思ったことはない。フランク・シナトラがエレクトリック・ギターをバックに歌ってるみたいなもんだ。ジ・エッジがこんなギター・ヒーローになったってのも、信じられないな。だって、あの頃はギターを1本しか持ってなかったんだぜ (笑)。けど、それで大したことをやってのけたんだ。（スティーヴ・リリーホワイト）
レコーディング中、ボノは自分は歌詞に興味がなく、また書けないことを発見した。この頃のボノはマイクの前に立ち、思いつくまま「ボノ語」と呼ばれる言葉を並べるだけだった。ボノが自覚的に歌詞を書くようになったのは、『ヨシュア・トゥリー』からである。
そして出来上がったアルバムのサウンドはリリーホワイト独特の残響処理が冷たく澄んだ雰囲気を醸し出しており、ボノが綴る歌詞には、少年から大人へ成長する過程のナイーヴな戸惑いが込められている。オープニング・ナンバーの「I Will Follow」は、ボノが14歳の時に亡くした母親へ捧げた曲として有名であり、現在でもライブのセット・リストに頻繁に組み込まれている。ちなみにB面曲も含めて、すべての曲が最低1回はライブで演奏されたことがあるU2の唯一のアルバムである。リリーホワイトは本作からサード・アルバム『WAR(闘)』までU2のプロデュースを手がけることになる。

## ジャケット
ジャケットの写真を撮ったのはヒューゴ・マクギネス、装丁はダブリン初のパンクバンドと呼ばれたThe Radiators from Spaceの元メンバーで、アダムと一緒にU2の名前を考案したスティーブ・アブリル、モデルの少年は、リプトン・ヴィレッジと名乗っていたU2の幼馴染グループのメンバーで、後にゴスロック・バンド、Virgine Prunesのメンバーとなったグッギの弟で、現在は写真家をしているピーター・ローウェンである。
しかし、北米では、ジャケットにバンドの名前もアルバムのタイトルもないこと、またそのデザインが児童性愛を思わせるということからレコード会社によって、ジャケットはメンバー4人の写真に差し替えられた。北米盤のジャケットの写真家にはサンディ・ポーターという人物がクレジットされている（が、インナーにはピーターの写真が残っている）。そのため北米のゲイのファンはこぞって輸入盤を手に入れたのだという。2008年に『ボーイ』のデラックス・エディションがリリースされた際には、北米でも元のジャケットが使われた。

## 収録曲
1. アイ・ウィル・フォロー - "I Will Follow"
2. トワイライト - "Twilight"
初出は2ndシングルAnother DayのB面。A面曲はアルバムから外されたがこの曲は残った。 Twilight（黄昏）とは、少年から大人になる不安定な時期をTwilight Zoneになぞらえたもの。が、歌詞に出てくる「The Old Man」という言葉は、70年代のアイルランドでは父親のことを差す俗語だったのに、UKとUSではゲイを差す俗語だったために、ホモセクシャルのことを歌っていると解釈され、「Stories For Boys」と並びゲイのファンを多数獲得することになった。初期のU2のライブには多数のゲイのファンが集まったのだという。
3. アン・キャット・ダブ - "An Cat Dub"
An Cat Dubhとはケルト語で「黒猫」の意味。高校時代から付き合っていたボノとアリだが、一時期、別れていた時期があり、その間ボノが付き合っていた女性を黒猫に喩えている。もちろん、黒猫とは小悪魔的な女性の比喩だ。ボノ曰く「鳥を食らい、その死骸を振り、そしてその横に横たわる」猫のイメージなのだとか。「And when she is done/She sleeps beside the one（飛び回るだけ飛び回って/電柱の傍で一休み）」という歌詞にそれが現れている。デビュー前からセトリに入っていたが、歌詞はその都度変わった。イギー・ポップの「歌詞はマイクの前に立ってから考える」という言葉に影響を受けていたからである。U2が歌詞に自覚的に取り組むようになるのは『The Joshua Tree』からだ
4. イントゥ・ザ・ハート - "Into the Heart"
子供時代、成熟期、そして無垢の喪失がテーマ。「An Cat Dubh」から「Into the Heart」に一気に雪崩れ込む展開は以前からライブでやっていたことで、それをそのままアルバムでも採用したのだという。
5. アウト・オブ・コントロール - "Out of Cotroll"
初出は1979年にアイルランド限定でリリースされた「Three」。曲のテーマは「人生においてもっとも重要な2つの決断ーー生まれることと死ぬことーーは自分ではどうしようもない」ということ。ボノが18歳の誕生日の翌朝に書いたということになっているが、歌の出だしの歌詞は「Monday morning knitting ears of gold」であるのに、実際のボノの18歳の誕生日である1978年5月10日は水曜日だから、ハイプ臭い。 ちなみにBoyの邦盤では、「Monday morning/Eighteen years of dawing」の部分が、「Monday morning/Knitting years of gold」と誤訳されていたらしいのだが、ボノは結構気に入ってるらしい。
6. ストーリーズ・フォー・ボーイズ - "Stories for Boys"
初出は1979年にアイルランド限定でリリースされた「Three」。映画やテレビのヒーローに憧れるあまり大人に脱皮できない少年のことを歌った曲。ポール・マクギネスはマスターベーションの曲だと思っていたらしい。これも「Twilight」と同じくゲイの歌と解釈された。1979年にリリースされた「Just For Kicks」という時アイルランドで人気があった12組のニューウェーブバンドのコンピにデモヴァージョンが収録されている。1979年ホットプレス年間ベストシングル第2位[7]。1980年1月15日、U2がRTEのLate Late Showに出演した際に演奏された。
7. ジ・オーシャン - "The Ocean"
海を眺めながら「I felt like a star」とやや誇大妄想的な自分の将来に思いを馳せている少年（ボノだ）が描かれている。ダブリン近郊にアイリッシュ海に面したラッシュという街があり、夏になるとダブリンの人々はそこへ海水浴に出かけるのだが、ボノの家族もそうしていたらしく、その経験が生きている。また歌詞にはオスカー・ワイルドの「ドリアン・グレイの肖像」の主人公ドリアン・グレイが登場する。この頃のボノはギャヴィン・フライデーから本を借りて、オスカー・ワイルドやジェイムス・ジョイスを愛読していたらしい（サミュエル・ベケットはあまり好きではなかったとか）。
8. ア・デイ・ウィズアウト・ミー - "A Day Without Me"
9. アナザー・タイム、アナザー・プレイス - "Another Time Another Place"
ブライアン・フェリーが1974年にリリースしたソロアルバムのタイトルと同名であるが、ボノはその存在を知らず、まったく関係ないとのこと。歌詞は、恋人とセックスするために時間と場所（Another Time, Another Place）を確保するのが大変だった当時のアイルランドのティーエイジャーのセックス事情について歌ったもの。この曲の0：26～とブライアン・イーノ＆ロバート・フリップの「Evening Star」の0:07～あたりが酷似している。
10. ジ・エレクトリック・カンパニー - "The Electric Co."
The Electric Co（電力会社）とはリプトン・ヴィレッジの俗語で、電気ショックの意味。自殺未遂をした友人がGrangegorman District Mental Hospital（現St. Brendan's Psychiatric Hospital）という精神病院に送られ、そこで電気ショック治療を受けた経験を聞いて作った曲。「時計じかけのオレンジ」のアレックスを意識しつつ、非人道的な電気ショック治療に対する怒りを込めた曲だという。ちなみにルー・リードも同性愛を治すために父親から電気ショック治療を強制されたことがあり、当時ありふれた治療方法だったようだ。エッジのギターが唸っており、当時からライブで盛り上がる曲だった。その際、後に「Is That All?」に発展する「The Cry」と一緒に演奏されることが多く、時に「Cry/The Electric Co.」と表記された。また曲の最後にスティーヴン・ソンドハイムの「Send In The Clowns」を付け足すことも多かった。が、『Under A Blood Red Sky』に収録された際には、許可を得ていなかったために5万ドルの罰金を支払う羽目になり、US盤からはその部分がカットされた。
11. シャドウズ・アンド・トール・トゥリーズ - "Shadows and Tall Trees"
ごく初期の曲で、1978年11月1日にHorlipsのバリー・デヴリンと作ったU2の最初のデモから唯一アルバムに残った曲である（他の曲は「Street Mission」と「The Fool」）。タイトルはノーベル賞作家・ウィリアム・ゴールディングの「蝿の王」の第７章のタイトルから拝借したもので、大人になりなくなかったリプトン・ヴィレッジのメンバーにとって、無人島で少年たちがサバイバルを繰り広げるこの本はバイブルだった。Tall Treesとは「Runnning to Stand Still」の舞台にもなったバリミュン地区にあるセブン・タワーズのことで、所謂、新興マンションがコミュニティを破壊し、人間関係を分断していることを歌っている。ちなみに歌詞の中に出てくるMrs.Brownとは母アイリスの親友で、近所に住んでいたMrs.Byrneのことである。
なおオリジナルの『Boy』には、最後の「Shadows And Tall Trees」の後に30秒程のインストルメンタルがあったが、後にこれは削られ、「Saturday Night」というタイトルを付けられてデラックス・エディションに収録された。「Fire」の元曲である。

## Boyツアー
まだ持ち曲が少なかったので、「Shadows and Tall Trees」以外の『ボーイ』収録曲はすべて演奏され、「The Ocean」「11 O'Clock Tick Tock」「I Will Follow」が2度演奏されることもあった。ライブ後半には「Fire」「I Fall Down」など『アイリッシュ・オクトーバー』収録曲も演奏され、また「Father is an Elephant」と「Carry Me Home」といった未発表曲も演奏された。また後年のオアシスのように過酷なアメリカ・ツアーを途中で放り出すようなこともなく、辛抱強く、細かく周ったことによって、しっかりファンベースも作った。そしてツアー最終日のロンドン公演が終わった後、ブルース・スプリングスティーンとピート・タウンゼントが楽屋を訪れてきてメンバーを激励するという椿事で、ツアーは幕を閉じたのだった。『The Complete U2』に収録されていた『Live From Boston 1981』というライブ・アルバムに、1981年3月6日ボストンのパラダイス・ロック・クラブで行われたライブの音源が収録されている。元はラジオでオンエアされたもの。

## 評価

### イヤーオブ
- 1980年 ホットプレス年間ベストアルバム第2位[9]
- 1980年 ホットプレス読者が選ぶ年間ベストアイリッシュアルバム第1位[10]
- 1980年 ホットプレス読者が選ぶ年間ベストデビューアルバム
- 1980年 ホットプレス読者が選ぶ年間ベストアルバムジャケット
- 1980年 サウンズ年間ベストアルバム第11位[11]
- 1980年 『メロディ・メイカー』年間ベストアルバム[12]
- 1980年 OOR（オランダ）年間トップ20アルバム第17位[13]
- 1981年 ヴィレッジ・ボイスPazz & Jopアルバムリスト第18位[14]

### オールタイム
- 1988年 NME読者が選ぶオールタイムトップ100アルバム第98位[15]
- 1989年レコード・ミラーが選ぶ80年代ベストアルバム第57位[16]
- 1989年 ホットプレスが選ぶオールタイムベストアルバム100第1位[17]
- ヴェルヴェット（イタリア）が選ぶ80年代ベストアルバム[18]
- 2003年 ローリングストーンが選ぶアルバム500第417位[19]
- 2005年 ホットプレスが選ぶオールタイムベストアイリッシュアルバム第22位
- 2006年 アンカットが選ぶ優れたデビューアルバムベスト100第59位[20]
- 2012年 ローリングストーンが選ぶアルバム500第417位[21]
- 2013年 ジョン・ミーガー（アイリッシュ・インディペンデント）が選ぶオールタイムベストアイリッシュアルバム第12位
- アイリッシュ・タイムズが選ぶオールタイムベストアイリッシュアルバム第22位